# 白马山荛花
白马山荛花（学名：Laplacea baimashanensis）是山茶科南美大头茶属的植物，为中国的特有植物。分布于中国大陆的云南等地，生长于海拔2,800米的地区，一般生长在松林下，目前尚未由人工引种栽培。